# 高氯酸锌
高氯酸锌（英語：Zinc perchlorate）是锌的高氯酸盐，其分子式为Zn(ClO4)2。

## 化学性质
像高氯酸铜、高氯酸铅等大部分其他高氯酸盐一样，高氯酸锌容易潮解。
高氯酸锌可以和8-氨基喹啉、三碳酰肼、四苯乙烯四三唑等配体形成配合物。

## 应用
在尿素与1,2-丙二醇运用尿素醇解法合成碳酸丙烯酯过程中，高氯酸锌可以作为催化剂，且效果比乙酸锌、氯化锌、碱式碳酸锌等其他锌盐要好。高氯酸锌可使幼小动物增重并节省饲料，提高产量，还可以预防鱼类的出血性败血症，防控家禽感染禽流感。